# Куликово (Черноморский район)
Кулико́во (до 1948 года Куль-Сады́к; укр. Куликове, крымскотат. Qul Sadıq, Къул Садыкъ) — исчезнувшее село в Черноморском районе Республики Крым, располагавшееся на востоке района, в степной части Крыма, примерно в 2 километрах юго-восточнее современного села Дозорное.

### Динамика численности населения
| - 1806 год — 145 чел. - 1864 год — 107 чел. - 1889 год — 204 чел. - 1892 год — 186 чел. | - 1900 год — 146 чел. - 1915 год — 285/15 чел. - 1926 год — 182 чел. - 1939 год — 136 чел. |

## История
Идентифицировать Куль-Садык среди, зачастую сильно искажённых, названий деревень в Камеральном Описании Крыма… 1784 года пока не удалось, возможно, это Кемъндже Шейхелского кадылыка Козловского каймаканства. После присоединения Крыма к России (8) 19 апреля 1783 года, (8) 19 февраля 1784 года, именным указом Екатерины II сенату, на территории бывшего Крымского ханства была образована Таврическая область и деревня была приписана к Евпаторийскому уезду. После павловских реформ, с 1796 по 1802 год входила в Акмечетский уезд Новороссийской губернии. По новому административному делению, после создания 8 (20) октября 1802 года Таврической губернии, Куль-Садык был включён в состав Яшпетской волости Евпаторийского уезда.
По Ведомости о волостях и селениях, в Евпаторийском уезде с показанием числа дворов и душ… от 19 апреля 1806 года, в деревне Куль-Садык числилось 19 дворов, 139 крымских татар, 4 цыган и 2 ясыров. На военно-топографической карте генерал-майора Мухина 1817 года деревня Кульсадык обозначена с 21 двором. После реформы волостного деления 1829 года Куль Садик, согласно «Ведомости о казённых волостях Таврической губернии 1829 года» остался в составе Яшпекской волости. На карте 1836 года в деревне 25 дворов, как и на карте 1842 года.
В 1860-х годах, после земской реформы Александра II, деревню приписали к Курман-Аджинской волости. Согласно «Памятной книжке Таврической губернии за 1867 год», деревня Кульсадык была покинута, в результате эмиграции крымских татар, особенно массовой после Крымской войны 1853—1856 годов, в Турцию и стояла без новых поселенцев. Но, в «Списке населённых мест Таврической губернии по сведениям 1864 года», составленном по результатам VIII ревизии 1864 года, Куль-Садык — владельческая татарская деревня, с 22 дворами, 107 жителями и 2 мечетями при балке Донузлаве. По обследованиям профессора А. Н. Козловского 1867 года, вода в колодцах деревни Кульсадов была солоноватая, а их глубина колебалась от 5 до 10 саженей (от 10 до 21 м). На трехверстовой карте Шуберта 1865—1876 года в деревне Куль-Садык те же 22 двора.
В «Памятной книге Таврической губернии 1889 года», по результатам Х ревизии 1887 года, в деревне Куль-Садык числилось 30 дворов и 204 жителя. Согласно «…Памятной книжке Таврической губернии на 1892 год», в деревне Кульсадык, входившей в Дениз-Байчинский участок, было 186 жителей в 33 домохозяйствах.
Земская реформа 1890-х годов в Евпаторийском уезде прошла после 1892 года, в результате Кульсадык приписали к Донузлавской волости.
По «…Памятной книжке Таврической губернии на 1900 год» в деревне числилось 166 жителей в 18 дворах. По Статистическому справочнику Таврической губернии. Ч.II-я. Статистический очерк, выпуск пятый Евпаторийский уезд, 1915 год, в селе Кульсадык Донузлавской волости Евпаторийского уезда числилось 55 дворов с татарскими жителями (49 дворов с землёй, 6 — безземельные) в количестве 285 человек приписного населения и 15 — «постороннего», из которых 162 мужчины и 140 женщин. Жители владели 1277 десятинами удобной земли. В хозяйствах имелось 137 лошадей, 145 волов, 56 коров и 650 голов мелкого скота.
После установления в Крыму Советской власти, по постановлению Крымревкома от 8 января 1921 года № 206 «Об изменении административных границ» была упразднена волостная система и образован Евпаторийский уезд, в котором создан Ак-Мечетский район и село вошло в его состав, а в 1922 году уезды получили название округов. 11 октября 1923 года, согласно постановлению ВЦИК, в административное деление Крымской АССР были внесены изменения, в результате которых округа были отменены, Ак-Мечетский район упразднён и село вошло в состав Евпаторийского района. Согласно Списку населённых пунктов Крымской АССР по Всесоюзной переписи 17 декабря 1926 года, в селе Кульсадык, Ак-Коджинского сельсовета Евпаторийского района, числилось 45 дворов, из них 31 крестьянских, население составляло 182 человека, все татары, действовала татарская школа. Согласно постановлению КрымЦИКа от 30 октября 1930 года «О реорганизации сети районов Крымской АССР», был восстановлен Ак-Мечетский район (по другим данным 15 сентября 1931 года) и село вновь включили в его состав. По данным всесоюзной переписи населения 1939 года в селе проживало 136 человек.
В 1944 году, после освобождения Крыма от фашистов, согласно Постановлению ГКО № 5859 от 11 мая 1944 года, 18 мая крымские татары были депортированы в Среднюю Азию. С 25 июня 1946 года Водопойное в составе Крымской области РСФСР. Указом Президиума Верховного Совета РСФСР от 18 мая 1948 года, Кульсадык переименовали в Куликово. 26 апреля 1954 года Крымская область была передана из состава РСФСР в состав УССР. Ликвидировано до 1960 года, поскольку в «Справочнике административно-территориального деления Крымской области на 15 июня 1960 года» селение уже не значилось в период (согласно справочнику «Крымская область. Административно-территориальное деление на 1 января 1968 года» — с 1954 по 1968 годы, как село Новоивановского сельсовета).